# Jezioro Mażańskie
Jezioro Mażańskie – jezioro w Polsce w województwie warmińsko-mazurskim, w powiecie kętrzyńskim, w gminie Kętrzyn.

## Położenie
Jezioro leży na Pojezierzu Mazurskim, w mezoregionie Wielkich Jezior Mazurskich, w dorzeczu Węgorapa–Pregoła. Znajduje się około 10 km w kierunku północno-wschodnim od Kętrzyna i 2 km na północ od wsi Mażany.
Zbiornik wodny ma charakter linowo-szczupakowy, bezodpływowy. Leży w otoczeniu pól i łąk, brak osiedli. Linia brzegowa jest regularna, zarośnięta.
Jezioro leży na terenie obwodu rybackiego jeziora Mażańskie Jezioro w zlewni rzeki Węgorapa – nr 6.

## Morfometria
Według danych Instytutu Rybactwa Śródlądowego powierzchnia zwierciadła wody jeziora wynosi 15,6 ha. Średnia głębokość zbiornika wodnego to 1,2 m, a maksymalna – 2,5 m. Lustro wody znajduje się na wysokości 117,4 m n.p.m. Objętość jeziora wynosi 183,4 tys. m³. Maksymalna długość jeziora to 550 m, a szerokość 400 m. Długość linii brzegowej wynosi 1 470 m.
Inne dane uzyskano natomiast poprzez planimetrię jeziora na mapach w skali 1:50 000 według Państwowego Układu Współrzędnych 1965, zgodnie z poziomem odniesienia Kronsztadt. Otrzymana w ten sposób powierzchnia zbiornika wodnego to 12,5 ha, a wysokość bezwzględna lustra wody – 116,5 m n.p.m.